# 2MASS J15484912+1722359
2MASS J15484912+1722359 ist ein astronomisches Objekt der Spektralklasse L5 im Sternbild Schlange. Es wurde 2006 von Kuenley Chiu et al. entdeckt.